# Locustelle lancéolée
Locustella lanceolata
Espèce
Statut de conservation UICN

 LC  : Préoccupation mineure

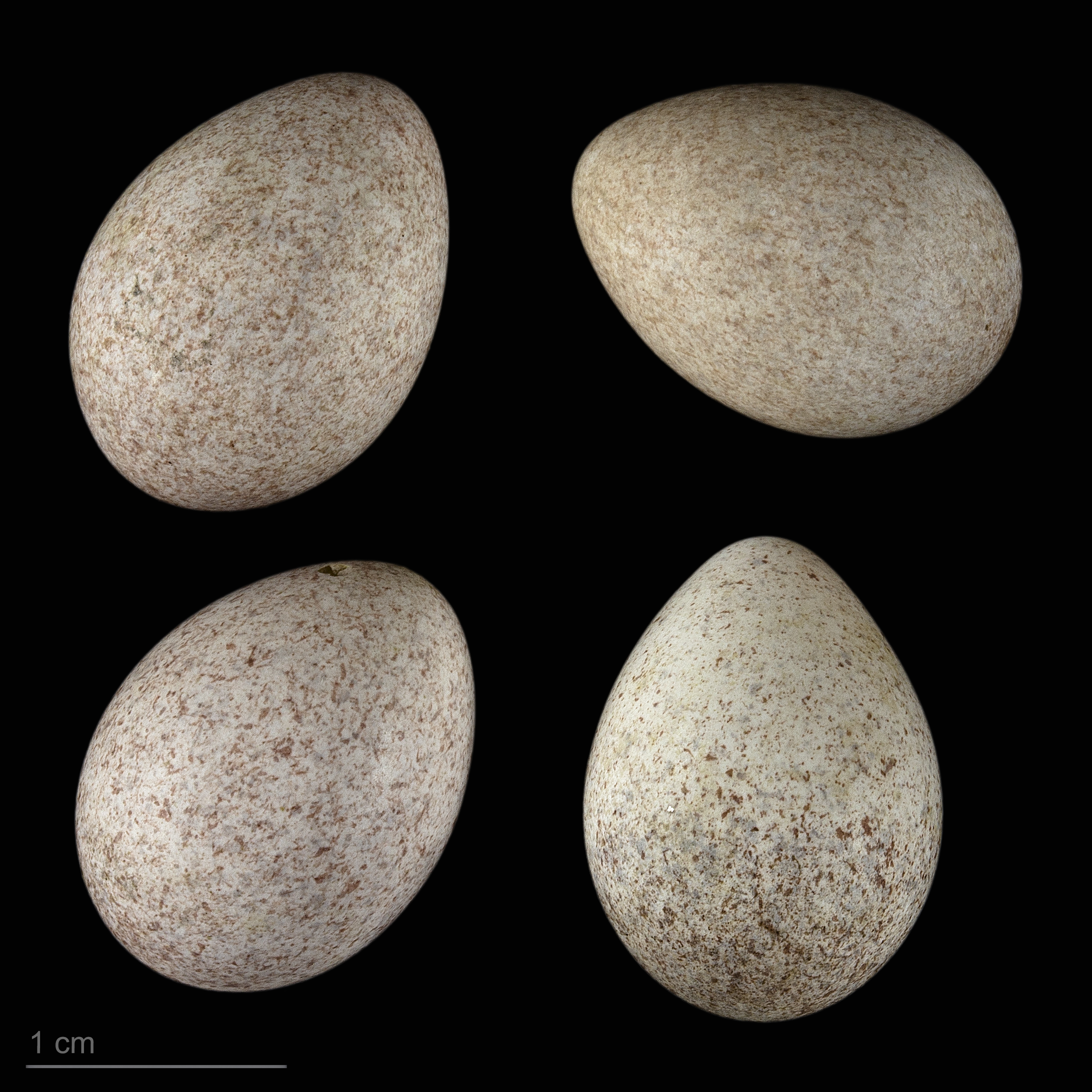
Locustella lanceolata - MHNT

La Locustelle lancéolée (Locustella lanceolata) est une espèce de passereaux de la famille des Locustellidae, quelquefois encore classée dans celle des Sylviidae.

## Répartition
Cette espèce niche depuis le nord-est de la Russie européenne et à travers le nord de l'Asie jusqu'au nord de l'île Hokkaidō de l'archipel du Japon. Elle migre pour rejoindre ses quartiers d'hiver en Asie du Sud-Est.